# Quick Look
Quick Look (рус. быстрый просмотр) — функция быстрого предварительного просмотра содержимого файла без открытия. Функция разработана Apple и включена в Mac OS X Leopard. Она была впервые анонсирована на WWDC-2007.

## О Quick Look
До появления Quick Look, при просмотре файлов в Finder можно было увидеть значки с их содержимым. Quick Look позволяет пользователю увидеть содержимое файла в Finder «на лету» в полном размере.
Quick Look может просматривать следующие типы файлов: PDF, HTML, QuickTime, ASCII и RTF текст, Apple Keynote, Pages и Numbers, ODF документы, Microsoft Word, Excel, и PowerPoint (включая OOXML), Raw и другие.
Технология Quick Look является составной частью Mac OS X 10.5. Её взаимодействие с другими технологиями можно увидеть на примере работы iChat Theater, Time Machine, Cover Flow в Finder.

## Использование
Для просмотра файла выберите его и нажмите клавишу пробела или значок Quick Look ((File > Quick Look, Cmd-Y)) в окне Finder. Просматриваемый файл будет отображён в новом, автоматически созданном, окне системы на экране вашего компьютера. Для закрывания окна просматриваемого файла нажмите клавишу пробела ещё раз.

## Неподдерживаемые форматы
По умолчанию, начиная с Mac OS X 10.5.4 Quick Look и Cover Flow не поддерживают некоторые форматы файлов. Для того чтобы просматривать такие файлы с помощью Quick Look, необходимо установить специально разработанные для этого плагины других производителей:
- AI (Adobe Illustrator векторный файл) — только значок документа без отображения содержимого файла
- Анимированный GIF — будет показан только первый фрейм файла
- APNG (Анимированный PNG) — будет показан только первый фрейм файла
- CSS — только значок документа без отображения содержимого файла
- FLV (Flash Video File) — только значок документа без отображения содержимого файла
- JNG (JPEG Network Graphic) — только значок документа без отображения содержимого
- MKV (Matroska video) — только значок документа без отображения содержимого
- MNG (Multiple-image Network Graphic) — только значок документа без отображения содержимого
- OGM (Ogg Media video) — только значок документа без отображения содержимого
- RM, RMVB (Real Media video files) — только значок документа без отображения содержимого
- SWF (Shockwave Flash video) — только значок документа без отображения содержимого
- textClipping (Собственный неотформатированный текстовый файл Apple) — только значок документа без отображения содержимого
- VOB (Video Object, DVD формат) — только значок документа без отображения содержимого
- XML (Extensible Markup Language текстовый файл) — только значок документа без отображения содержимого